# 大連日本商工会
大连日本商工会（日语：／ Dairen Nihon Shōkōkai）是位于中国大连的非盈利性日本商会，由常駐大連的日本企業組成，会员包括690多家企业与1,100余名日本公民，是中国境内规模仅次于上海日本商工俱乐部的第二大日本商工会，亦是世界范围内最大的日本商会组织之一，成立于1983年6月，现任会长为日本航空大连支店长柴田晃伸。